# Ululodes macleayanus
Ululodes macleayanus är en insektsart som först beskrevs av Lansdowne Guilding 1825.  Ululodes macleayanus ingår i släktet Ululodes och familjen fjärilsländor. Utöver nominatformen finns också underarten U. m. sanctaeluciae.